# Kerényi Gabi
Kerényi Gabi, teljes nevén: Kerényi Hermin Gabriella, 1898-ig Kiorán (Nagyszeben, 1895. március 14. – 1930 után) magyar színésznő.

## Élete
Kerényi (Kiorán) Gábor és Turner Hermin lánya. Az Országos Színészegyesület színésziskolájában képezte magát. Előbb Komjáthy János brassói társulatánál lépett fel a János Vitéz Iluskájának szerepében, majd 1917-ben a Városi Színházhoz szerződött, ahol elsőként a Tavasz és szerelem című operettben lépett színpadra. 1920. március 19-én Budapesten, a Józsefvárosban férjhez ment Hirsch Zoltán földbirtokoshoz és visszavonult. 1921-ben még egyszer fellépett a Blaha Lujza Színházban. 

## Főbb szerepei
- Kacsóh Pongrác: János vitéz – Iluska
- Zerkovitz Béla: Százszorszép – Gigi, a színésznő
- Komjáti Károly: A kóristalány – Hajnal Lili